# (662) Newtonia
(662) Newtonia – planetoida z pasa głównego asteroid okrążająca Słońce w ciągu 4 lat i 32 dni w średniej odległości 2,56 j.a. Została odkryta 30 marca 1908 roku w Taunton (Massachusetts) przez Joela Metcalfa. Nazwa planetoidy pochodzi od Isaaca Newtona (1642–1727), angielskiego fizyka. Przed jej nadaniem planetoida nosiła oznaczenie tymczasowe (662) 1908 CW.